# ММЦ Приморско
Международният младежки център край Приморско, по-известен като ММЦ Приморско, е курортно селище, което се намира в залив между градовете Приморско и Китен.
Разполага с различни възможности за летен отдих, хотели, вили, бунгала, ресторанти и питейни заведения, както и с обширен плаж.
Според Националния статистически институт, към 2020 година комплексът разполага с 1527 легла в 3 места за настаняване.
Дяволската река го разделя от град Приморско, а на юг вековна гора го отграничава от Китен. Тъй като ММЦ Приморско е разположено в залив, морето в комплекса е плитко, а водата – топла.
Част от селището е защитена територия, където могат да се видят характерните за Южното Черноморие пясъчни дюни.

## История
С разпореждане на Президиума на Народното събрание № III 5052 от 2 юли 1955 година и Писмо на Министерския съвет №49 от 21 март 1956 година се дава начало на изграждането на ММЦ Приморско. Самото строителство на комплекса започва през пролетта на 1957 г.
До 2001 година ММЦ е собственост на „Орбита“, а от ноември същата година, след проведен търг, Албена АД купува международния център.
От 2011 година Албена отделя ММЦ Приморско в отделно дружество, което носи името „Приморско клуб“ ЕАД.